# Rio Blăjelu
O Rio Blăjelu é um rio da Romênia afluente do Rio Izvorul Lung, localizado no distrito de Bistriţa-Năsăud.